# Laurent Ulrich
Laurent Bernard Marie Ulrich (Digione, 7 settembre 1951) è un arcivescovo cattolico francese, dal 26 aprile 2022 arcivescovo metropolita di Parigi.

## Biografia
Nasce a Digione, sede vescovile, il 7 settembre 1951.

### Formazione e ministero sacerdotale
Frequenta gli studi superiori di filosofia presso l'Università della Borgogna a Digione, e li conclude con la maîtrise in filosofia. Iscrittosi al seminario universitario Saint-Irénée di Lione, ottiene la licenza in teologia alla Facoltà di teologia delle Facultés Catholiques de Lyon.
Il 2 dicembre 1979 è ordinato presbitero per la diocesi di Digione.
Dopo l'ordinazione è nominato vicario parrocchiale nel settore di Beaune, dove rimane dal 1980 al 1984, quando diviene decano aggiunto. L'anno seguente riceve l'incarico di vicario episcopale per la formazione permanente, per la pastorale sacramentaria e liturgica e, dal 1986, anche per i laici e i religiosi impegnati pastoralmente.
Nel settembre 1990, lasciando i precedenti incarichi, diventa vicario generale della diocesi di Digione e delegato per l'apostolato dei laici.

### Ministero episcopale
Il 6 giugno 2000 papa Giovanni Paolo II lo nomina arcivescovo metropolita di Chambéry e vescovo di San Giovanni di Moriana e Tarantasia; succede a Claude Feidt, precedentemente nominato arcivescovo metropolita di Aix. Il 10 settembre successivo riceve l'ordinazione episcopale, nella cattedrale di Chambéry, dall'arcivescovo di Lione Louis-Marie Billé, co-consacranti il suo predecessore Claude Feidt e il vescovo di Digione Michel Louis Coloni. Durante la stessa celebrazione prende possesso dell'arcidiocesi.
Il 1º febbraio 2008 papa Benedetto XVI lo nomina vescovo di Lilla, mantenendo il titolo personale di arcivescovo; succede all'arcivescovo Gérard Defois, dimessosi per raggiunti limiti di età. Il 29 marzo dello stesso anno, nell'ambito delle riforma delle circoscrizioni ecclesiastiche francesi, diventa primo arcivescovo metropolita di Lilla. Prende possesso dell'arcidiocesi il giorno successivo, 30 marzo.
Dal 5 novembre 2007 al 30 giugno 2013 è vicepresidente della Conferenza episcopale di Francia.
Il 26 aprile 2022 papa Francesco lo trasferisce alla sede metropolitana di Parigi, vacante dopo la rinuncia di Michel Aupetit. Il 7 maggio seguente lo stesso pontefice lo nomina anche ordinario per i fedeli di rito orientale in Francia. Il 23 maggio seguente prende possesso dell'arcidiocesi, nella chiesa di Saint-Sulpice.

## Genealogia episcopale e successione apostolica
La genealogia episcopale è:
- Cardinale Guillaume d'Estouteville, O.S.B.Clun.
- Papa Sisto IV
- Papa Giulio II
- Cardinale Raffaele Sansone Riario
- Papa Leone X
- Papa Paolo III
- Cardinale Francesco Pisani
- Cardinale Alfonso Gesualdo di Conza
- Papa Clemente VIII
- Cardinale Pietro Aldobrandini
- Cardinale Laudivio Zacchia
- Cardinale Antonio Barberini, O.F.M.Cap.
- Cardinale Nicolò Guidi di Bagno
- Arcivescovo François de Harlay de Champvallon
- Cardinale Louis-Antoine de Noailles
- Vescovo Jean-François Salgues de Valderies de Lescure
- Arcivescovo Louis-Jacques Chapt de Rastignac
- Arcivescovo Christophe de Beaumont du Repaire
- Cardinale César-Guillaume de la Luzerne
- Arcivescovo Gabriel Cortois de Pressigny
- Arcivescovo Hyacinthe-Louis de Quélen
- Vescovo Louis-Charles Féron
- Vescovo Pierre-Alfred Grimardias
- Cardinale Guillaume-Marie-Romain Sourrieu
- Cardinale Léon-Adolphe Amette
- Arcivescovo Benjamin-Octave Roland-Gosselin
- Cardinale Paul-Marie-André Richaud
- Cardinale Paul Joseph Marie Gouyon
- Vescovo Charles-Auguste-Marie Paty
- Cardinale Louis-Marie Billé
- Arcivescovo Laurent Bernard Marie Ulrich

La successione apostolica è:
- Vescovo Gérard Émile Jean-Louis Coliche (2009)
- Arcivescovo Antoine Henry Pierre Marie Hérouard (2017)
- Vescovo Emmanuel Michel François Tois (2023)
- Vescovo Étienne Guillet (2025)